# Filatovit
Filatovit (Vergasova & al., 2004), chemický vzorec K(Al,Zn)2(As,Si)2O8, je jednoklonný minerál ze skupiny živců.

## Morfologie
Tvoří prizmatické krystaly až 0,3 mm velké a jejich srůsty.

## Vlastnosti
- Fyzikální vlastnosti: Tvrdost 5-6, hustota 2,92 (vypočtená), štěpnost dobrá podle {110}, je křehký.
- Optické vlastnosti: Bezbarvý, vryp bílý, lesk skelný, průhledný.
- Chemické vlastnosti:

## Naleziště
- Rusko – Tolbačik (Kamčatka), produkt aktivity fumarol na Severní trhlině „Velké Tolbačinské erupce“ z let 1975-76.